# Satnios
Dans la mythologie grecque, Satnios (en grec ancien Σατνίος / Satnios) est un jeune demi-dieu et guerrier troyen, fils d’une naïade qu’Homère évoque mais ne nomme pas et du berger Enops. Il doit son nom au Satnioïs, torrent de Troade qui descend du mont Ida, près duquel il est né.
Sa mort est racontée dans l’Iliade : il meurt par la lance d’Ajax, fils d’Oïlée, qui l’attaque et lui perce le flanc. Enops est à nouveau cité dans l’Iliade comme le père de Thestor, un guerrier des rangs troyens qui fuit devant Patrocle mais est mortellement touché par sa lance. Ce Thestor est donc le demi-frère de Satnios.